# Fujiwara no Michinobu
Fujiwara no Michinobu (藤原道信?   972-25 de agosto de 994) fue un poeta y cortesano japonés que vivió a mediados de la era Heian. Fue el tercer hijo del Daijō Daijin Fujiwara no Tamemitsu y de la hija del sesshō Fujiwara no Koretada.

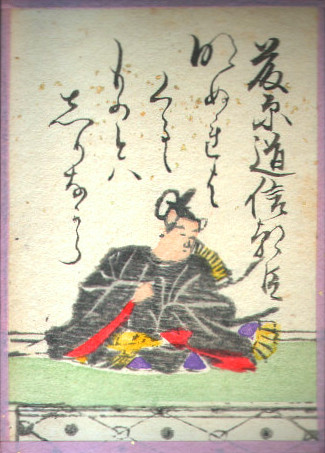
Fujiwara no Michinobu, en el Ogura Hyakunin Isshu.

Su tío Fujiwara no Kaneie lo adoptó durante el Genpuku. Alcanzó el grado de Jushii, cuando falleció abruptamente a la edad de 23 años. Tuvo una amistad con Fujiwara no Kintō, Fujiwara no Sanekata y Fujiwara no Nobukata.
Su nombre se encuentra en las listas antológicas del Chūko Sanjūrokkasen y del Ogura Hyakunin Isshu. Realizó una compilación de poemas llamado Michinobu Ason-shū (道信朝臣集?).